# Miguel Pereira
Miguel Pereira, amtlich portugiesisch Município de Miguel Pereira, ist eine Gemeinde im brasilianischen Bundesstaat Rio de Janeiro. Die Gemeinde erhielt am 25. Oktober 1955 die Stadtrechte. 2021 betrug die Einwohnerzahl von Miguel Pereira 25.622 Bewohner, die Miguelenser genannt werden und auf einer Gemeindefläche von rund 287,9 km² leben.

## Toponymie
Benannt ist der Ort nach dem Medizinethiker und Sanitärwissenschaftler Miguel da Silva Pereira (1871–1918).

## Geographie
Das Gemeindegebiet liegt in der Bergregion der Serra do Tinguá, im Süden grenzt es an die Serra do Couto, einem Abschnitt der Serra do Mar, der sich an der Grenze zwischen Miguel Pereira, Petrópolis und Duque de Caxias (Xerém) erstreckt. Sein höchster Punkt ist der Pico do Couto (1766 m). Das Munizip hält rund 30 % Anteil an der unter strengem Schutz stehenden Reserva Biológica do Tinguá.
Umliegende Gemeinden sind Duque de Caxias, Engenheiro Paulo de Frontin, Japeri, Nova Iguaçu, Paracambi, Paty do Alferes, Petrópolis und Vassouras.

### Vegetation
Das vorherrschende Biom ist Mata Atlântica.

### Hydrografie
Durch die Gemeinde fließt in west-östlicher Richtung der Rio Santana.

### Klima
Die Gemeinde hat mildes, warmes und gemäßigtes Klima, Cfa nach der Klimaklassifikation nach Köppen und Geiger. Die Durchschnittstemperatur ist 20,7 °C. Die durchschnittliche Niederschlagsmenge liegt bei 1575 mm im Jahr. Im Südsommer fallen in Miguel Pereira deutlich mehr Niederschläge als im Südwinter.
|                   | Jan  | Feb  | Mär  | Apr  | Mai  | Jun  | Jul  | Aug  | Sep  | Okt  | Nov  | Dez  |   |      |
| Temperatur (°C)   | 23,5 | 23,7 | 22,7 | 21,2 | 18,7 | 17,9 | 17,4 | 18,4 | 19,8 | 21,1 | 21,3 | 22,7 | Ø | 20,7 |
| Niederschlag (mm) | 271  | 195  | 203  | 94   | 61   | 34   | 35   | 35   | 76   | 120  | 207  | 244  | Σ | 1575 |

## Geschichte
Das Land war ursprüngliches Siedlungsgebiet der Puri-Indianer. Die historische Entwicklung von Miguel Pereira ist mit der von Vassouras und Paty do Alferes sowie mit der Ausbreitung des Kaffeeanbaus im Tal des Rio Paraíba do Sul verbunden. Zunächst ein Halteplatz von Tropeiros, die den Caminho Novo benutzten, hier den Teil der als Caminha Novo do Tingá bekannt ist, nannte man ihn Barreiros oder Tejuco und später Estiva. Barreiros gehörte 1872 zur Fazenda São Francisco, Eigentum von Antônio Francisco Apolinário. Das Territorium lag zwischen Vassouras und Paty de Alferes und das Gebiet wurde zur Zeit der Provinz Rio de Janeiro durch Vassouras verwaltet. Erst Ende des 19. Jahrhunderts bildete sich ein kleiner urbaner Kern. Ansonsten lebte die Bevölkerung auf Fazendas.
Aufschwung erhielt der Ort durch den Anschluss an die ehemalige Eisenbahnstrecke Linha Auxiliar. 1897 wurde die Kapelle Santo Antonio eingeweiht. 1918 wurde Estiva zu Ehren des Mediziners in Miguel Pereira umbenannt. Pereira hatte die heilklimatische Wirkung des Ortes erkannt und propagiert. Die Elektrifizierung erfolgte 1927. Durch das Gesetz Nr. 1056 vom 31. Dezember 1943 wurde der Distrito de Miguel Pereira als 10. Distrikt von Vassouras geschaffen. Seit Anfang der 1950er Jahre gab es Emanzipationsbestrebungen. Durch das Gesetz Nr. 2626 vom 25. Oktober 1955 wurden die beiden Distrikte Miguel Pereira und Distrito de Governador Portela aus Vassouras ausgegliedert und zur neuen selbständigen Stadt Miguel Pereira erhoben, Governador Portela wurde zum zweiten Distrikt des Munizips.

## Kommunalpolitik
Stadtpräfekt (Bürgermeister) ist seit der Kommunalwahl 2020 für die Amtszeit von 2021 bis 2024 André Pinto de Afonseca des Partido Social Cristão (PSC).

## Gemeindegliederung
Miguel Pereira ist in drei Distrikte gegliedert: 1. der Distrito de Miguel Pereira, 2. der Distrito de Governador Portela, benannt nach dem zweiten Gouverneur des Bundesstaates Rio de Janeiro namens Francisco Portela, 3. seit 1987 der Distrito de Conrado, benannt nach dem Oberst der kaiserlichen Ingenieurstruppe Conrado Jacob Niemeyer, der sich noch vor Mitte des 19. Jahrhunderts Verdienste um den Straßenbau in der Serra do Tingá erworben hatte.
Der erste Distrikt enthält als Sitz der Gemeinde das Zentrum mit Hauptkirche, Rathaus und Museen. Auf dem Gemeindegebiet sind weitere Ortsteile (bairros), zumeist ländlicher Art, verstreut. Davon namentlich bekannt Alto da Boa Vista, Arcádia, Barão de Javary, Conceição, Cupido, Estância Aleluia, Futurista, Lagoinha, Pantanal, Parque Guararapes, Praça da Ponte, Plante Café, Rio d’Ouro, Roseiral, Vale da Pontresina, Vera Cruz, Vila Margarida, Vila Suissa, Village São Roque, Vista Alegre.

## Bevölkerung

### Bevölkerungsentwicklung
Das Gemeindegebiet umfasste 2010 85,21 km². Dort lebten in diesem Zeitraum 24.642 Einwohner. 1987 wurde der zum Munizip Vassouras gehörende Bezirk Distrito de Conrado in Miguel Pereira eingegliedert.
| Jahr | Einwohner | Stadt  | Land  |
| --- | --------- | ------ | ----- |
| 1960 | 14.967    | 5.802  | 9.165 |
| 1970 | 13.652    | 7.330  | 6.322 |
| 1980 | 14.733    | 11.537 | 3.196 |
| 1991 | 19.446    | 15.942 | 3.504 |
| 2000 | 23.902    | 20.081 | 3.821 |
| 2010 | 24.647    | 21.508 | 3.139 |
| 2021 | 25.622    | ?      | ?     |
| Die zur Anzeige dieser Grafik verwendete Erweiterung wurde dauerhaft deaktiviert. Wir arbeiten aktuell daran, diese und weitere betroffene Grafiken auf ein neues Format umzustellen. (Mehr dazu) |           |        |       |

Quelle: IBGE (2011)

### Ethnische Zusammensetzung
Ethnische Gruppen nach der statistischen Einteilung des IBGE (Stand 2000 mit 23.902 Einwohnern, Stand 2010 mit 24.642 Einwohnern):
| Gruppe*     | Anteil 2000      | Anteil 2010          | Anmerkung                        |
| ----------- | ---------------- | -------------------- | -------------------------------- |
| Brancos     | 13.200 (55,22 %) | ▼ 12.144 (49,28 %) ▼ | Weiße, Nachfahren von Europäern  |
| Pardos      | 8.487 (35,51 %)  | ▲ 9.673 (39,26 %) ▲  | Mischrassige, Mulatten, Mestizen |
| Pretos      | 1.976 (8,27 %)   | ▲ 2.717 (11,02 %) ▲  | Schwarze                         |
| Amarelos    | 56 (0,23 %)      | ▲ 63 (0,26 %) ▲      | Asiaten                          |
| Indígenas   | 51 (0,21 %)      | ▼ 45 (0,18 %) ▼      | indigene Bevölkerung             |
| ohne Angabe | 133              | –                    |                                  |

*) Anmerkung: Das IBGE verwendet für Volkszählungen ausschließlich diese fünf Gruppen. Es verzichtet bewusst auf Erläuterungen. Die Zugehörigkeit wird vom Einwohner selbst festgelegt.

## Verkehr
Die Entfernung zur Landeshauptstadt Rio de Janeiro beträgt 120 km. Erreichbar ist die Gemeinde über die Landesstraßen RJ-125, RJ-121 und RJ-115.

## Sport
Im Mai 2018 fand in Miguel Pereira ein Ein-Stern-Turnier der FIVB World Tour statt, eine Saison später gab es am gleichen Ort ein Event der Frauen.

## Sehenswürdigkeiten

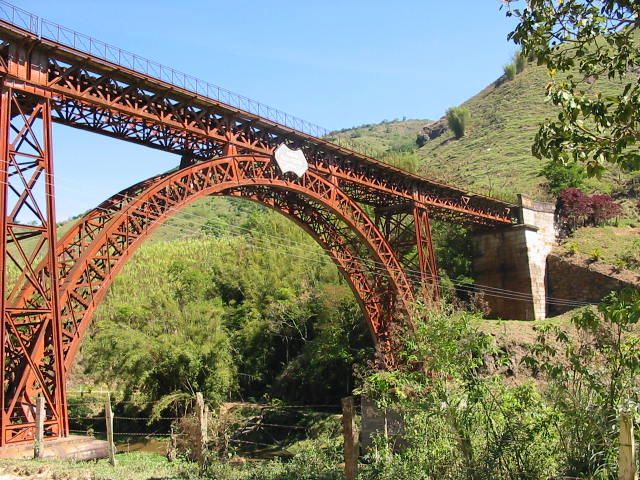
1897 errichtete Eisenbahnbrücke Viaduto Paulo de Frontin

- Naturschutzgebiet Reserva Biológica do Tinguá, dort finden sich die Steinruinen der Kirche Santana das Palmeiras
- Eisenbahnbrücke Viaduto Paulo de Frontin
- Lago Javary
- Eisenbahnmuseum Museu Ferroviário de Miguel Pereira, Estação de Governador Portela im Distrito de Governador Portela[9]
- Parque Municipal de Miguel Pereira (Stadtpark)
- Capela dos Escravos (Sklavenkapelle), in Governador Portela
- Wasserfälle (Cachoeiras), in Vera Cruz

## Söhne und Töchter der Gemeinde
- Vítor Luís Pereira da Silva (* 1959), Fußballspieler und -trainer